# 松野芳子
松野 芳子（まつの よしこ、3月4日 - ）は、日本のナレーター、フリーアナウンサー、俳優。

## 来歴・人物
東京都世田谷区出身。身長161cm。東京都立目黒高等学校、慶應義塾大学文学部心理学科卒業。
学生時代に文学座演劇研究所に入所。文学座の研究生の時に欽ちゃんの週刊欽曜日にレギュラー出演。文学座演劇研究所研修科を卒業後は、主にフリーアナウンサーとして活動。テレビ東京系『大前研一の平成談義』のサブ司会を務めた他、伊丹十三監督の『あげまん』」『ミンボーの女』『大病人』 などの映画にも出演。現在はMCをしながら仕事を声優（主にナレーション）にシフト。
大学では佐藤方哉教授のゼミに所属。
趣味は映画、音楽、演劇鑑賞。

## 出演

### ナレーション
テレビ東京系
- 日曜ビッグ
  - お直しJAPANスゴ腕職人たちが北関東の老舗銭湯の修理に挑む（2023年10月22日放送）[7]
  - お直しJAPAN職人ワゴン再び！幼稚園大修理（2024年4月7日放送）[8]
  - お直しJAPAN大迫力！相撲少年団の寮を劇的お直しSP（2024年10月13日放送）
- お直しJAPAN世界が驚いたスゴ腕職人！創業80年銭湯を修理　傑作選（2024年6月13日放送）[9]

TBS系
- メイドインジャパン!（レギュラー）（2019年4月～2020年3月）[10][11]
  - 「世界進出バラエティ！メイドインジャパン!日本に誇りもてるSP！」（2015年1月7日放送）
  - 「メイドインジャパン!日本を誇りに思えるSP！極寒のドイツにコタツが初上陸」（2016年1月6日放送）[10]
  - 「メイドインジャパン!日本を誇りに思えるSP！ペルーに電動自転車が初上陸」（2016年4月27日放送）[10]
  - 「メイドインジャパン!」（2016年9月29日放送）[10]
  - 「メイドインジャパン!日本を誇りに思えるSP！」（2017年1月4日放送）[10]
  - 「メイドインジャパン!超拡大!日本を誇りに思える4時間SP」（2017年4月4日放送）[10]
  - 「メイドインジャパン!日本のシャワートイレ&こたつ&囲炉裏が世界へ! 」（2018年1月18日放送）[10]
  - 「メイドインジャパン!超拡大版4時間スペシャル」（2018年4月3日放送）[10]
  - 「メイドインジャパン!日本の製品が世界を救う★波乱万丈!女の里帰り3時間半SP」（2018年9月23日放送）[10]
  - 「メイドインジャパン!日本の製品が世界を救う☆波乱万丈!女だけの里帰り3時間SP」（2019年1月10日放送）[10]
  - 「メイドインジャパン!日本のスゴイ！が世界をつなぐSP」（2023年1月6日放送）
- あさチャン!「ご当地ハテナの旅」（レギュラー）（2014年7月～12月）
- Nスタ　16時台　番組宣伝（レギュラー）（2017年7月～2018年5月）
- 水トク!
  - 「名医が教える！セカンドオピニオンSP2～名門大学病院の医師が夢の集結～」（2014年8月13日放送）
  - 「ダイエット大家族２０１７　四男四女１０人太っちょ大家族！６０日間で１００キロ減量」（2017年6月28日放送）
- 「激突！選挙スタジアム２０１６」（2016年7月10日放送）
- 「テレビ史を揺るがせた100の重大ニュース」（2018年4月6日放送）[10]
- 「崖っぷち依頼品を救え　助けて！プロフェッショナル★究極ワザで命を蘇らせる職人SP」（2019年2月16日放送）[10]
- 「日本を変えた！あの重大事件の新事実」（2019年12月9日放送）

日本テレビ系
- NNNドキュメント
  - 「3・11大震災シリーズ　なぜ、高台へ逃げなかったのか　真相を求める津波遺族」　NNNドキュメント13　年間賞　奨励賞受賞[12][13][14]
  - 「 袴田事件 拘禁48年の果て」[15]
  - 「3・11大震災 シリーズ　2589　震災4年　あなたは、どこへ」[16]

テレビ朝日系
- テレメンタリー 「カクレキリシタンの里　禁教から400年、守り続けたオラショは今」（2013年1月22日放送）[17]
- 日本のチカラ（民教協）「秋田発！熱血社長の箱入り娘～被災地で動く 夢の真空包装機」秋田放送制作（2016年8月28日～9月18日　全国各地　順次　放送）[18]
- 日本のチカラ（民教協）「目指せ☆エダマメレボリューション～秋田発・２７歳 農家女子の挑戦～」秋田放送制作（2018年10月13日～11月4日　全国各地　順次　放送）

フジテレビ系
- カスペ! 「爽快！ニッポンのどん底ファミリー～（ビ）節約術でお得＆幸せ生活」（2014年6月24日放送）[10]
- マカフシ～摩訶不思議な謎解き推理ショー（2014年8月3日放送）
- 土曜プレミアム
  - 「世界誘拐ファイル　カメラが見た!犯行&救出の決定的瞬間 3時間スペシャル」（2015年9月23日放送）[10]
  - 「誰も知らないカレンダー　この日世界で何かが起きる！」（2016年11月12日放送）[10]
- 日曜ファミリア・世界怪盗ファイル　カメラが見た!犯行&逮捕の決定的瞬間 3時間スペシャル（2016年3月27日放送）[10]
- にっぽんなないろ巡り＜Mナイト＞（2016年3月28日放送）
- チャンネルΣ　今夜放送！誰も知らないカレンダー　この日世界で何かが起きる！直前SP（2016年11月12日放送）[10]
- 梅ゴローのぶらり旅　梅沢富美男&稲垣吾郎が下町・蒲田で初の人情ふれあい旅（2018年1月4日放送）[10]

静岡第一テレビ
- ドキュメント静岡
  - 「北朝鮮に眠る遺骨～戦後68年目の墓参」（2013年11月27日放送）
  - 「再審のゴングは鳴るか 袴田事件から48年」（2014年2月5日放送）
  - 「私の戦後７０年～今、何を想うのか」（2015年8月13日放送）
  - 「つばき　負けるな！～小学生プロボーダーと家族の絆」（2016年2月18日放送）
  - 「大地震から母国を守る～静岡の力をネパールへ」（2016年5月20日放送）
  - 「塀の外の死刑囚　袴田巌　～いまだ鳴らぬ再審のゴング」（2018年6月7日放送）

BS-TBS
- 脇道ヒミツのお楽しみ 盲腸線の旅（2021年3月20日放送）

テレビ神奈川
- Voice証言者たち ～誕生30年 救急救命士の真実～（2021年12月26日放送）

### ボイスオーバー・吹き替え
テレビ朝日系
- テレメンタリー 「ペコロスの母に会いに行く」（母　みつえ役）（2014年7月7日放送））[19]

テレビ東京系
- FOOT×BRAIN
- 突撃解明バラエティ 知らないと!こわい世界３
- 日曜ビッグバラエティ「秘境に嫁いだ日本人妻」
- ニッポン無名偉人伝　ブータンを世界一幸せにした日本人に会いたくて(2013年1月1日放送）
- 137億年の物語

TBS系
- 水トク!「実録!犯罪列島2013」
- ブラマヨ衝撃ファイル 世界のコワ〜イ女たちSP

NHK BS1
- ドキュメンタリーWAVE
  - 「フクシマの衝撃 ～フランス・揺れる国境の原発～」(2011年9月17日放送）
  - 「リビア　報復の連鎖は断ち切れるのか」(2012年2月25日放送）
  - 「企業が国を訴える　エルサルバドル 自由貿易協定を巡る攻防」(2012年4月21日放送）
  - 「破産都市は甦るか　アメリカ・カリフォルニアからの報告」(2013年7月20日放送）
  - 「ＴＰＰ交渉 激突の舞台裏～酪農大国ニュージーランドの苦悩～」(2015年11月15日放送）
- BS1スペシャル「幻の名画を救え！～岩井希久子　世界初の修復に挑む」(2017年7月2日放送）

NHK BSプレミアム
- アジア海道"不思議の島々"をゆく鶴田真由2000キロの旅 第2回(2012年8月24日放送）

BSジャパン
- 速水もこみちトルコ食紀行(2012年11月10日放送）

### テレビ
TBS系
- 欽ちゃんの週刊欽曜日（レギュラー）
- ビジネスズームアップ（レポーター）[20]

テレビ東京系
- 大前研一の平成談義（テレビ愛知制作　サブ司会）
- 日本名作ドラマ　香華（森﨑東監督)[21]

テレビ神奈川・テレビ埼玉・千葉テレビ・MXテレビ・朝日ニュースター
- アクセスNOW（サブ司会）

NHK BS1
- BS情報パーク ワイド東京（ナレーション・レポーター)

テレビ神奈川
- HAMA大国ナイト「ZOOM UP WORLD」（コーナー司会)
- 県議会レポート（キャスター　2006年8月放送）

テレビ埼玉
- 彩の国ダイジェスト（メインキャスター)

テレビ神奈川・テレビ埼玉・千葉テレビ
- いい伊豆みつけた（伊豆急ケーブルネットワーク制作　レポーター)

千葉テレビ
- ちばしランダム情報（レポーター)

ビジネス・ブレークスルー
- 「経営者ライブ」[22]「大前研一ライブ」[23]「組織人事ライブ」「ＧＥに学ぶ企業変革」「ＩＴ投資の意思決定」「ブランド戦略」「コミュニケーションリーダーシップ」「BBT大学大学院　マーケティング実践」「BBT大学大学院　科学技術社会論」「BBT大学　社会と共生する企業経営」「BBT大学大学院　企業共生経営論」（キャスター）

### ラジオ
NHK-FM
- 障害者デー特集　オーディオドラマと座談会　富田木歩の俳句と生涯　第一部　ドラマ「鰻ともならである身や」（富田の妹　まき子役）

### 映画
- 伊丹十三監督
  - 「あげまん」（特報：OLのマツノヨシコ役、本編：芸者・銀行員役）
  - 「ミンボーの女」（ホテルの電話交換手役）
  - 「大病人」（看護婦役）
- 金子修介監督　「咬みつきたい」（お天気キャスター役）
- 市川準監督　「東京兄妹」（主人公 健一の 従姉妹役）
- 今関あきよし監督　「カリーナの林檎~チェルノブイリの森~」（日本語吹き替え版　カリーナのおばあちゃん役）
- 澤則雄監督　「生きるのに理由はいるの？「津久井やまゆり園事件」が問いかけたものは...」（ナレーション）[24]

### オーディオブック・CD
- ラジオデイズ 
  - 「声のエッセイ4  町―東京・京都・大阪　三都物語（ 津島佑子作「銀座の仔犬たち」）
  - 「声のエッセイ6  酒 - 神のやさしい液体（ 吉原幸子作「ヤケ酒・ウカレ酒」）」朗読
- HB-3002「春の日／木下雅夫作品集～VOL.2～童謡編」歌

### 朗読会
- 「津田梅子ピアノと朗読の集い」（朗読　2023年5月5日岩手県盛岡市のマリオス小ホール　6日宮古市市民文化会館にて）[25]
- 「シンポジウム 子どもたちの命と生きる―絵本で語る東日本大震災」（朗読　2024年3月23日　専修大学にて）[26]